# Lyctus opaculus
Lyctus opaculus är en skalbaggsart som beskrevs av Leconte 1866. Lyctus opaculus ingår i släktet Lyctus och familjen kapuschongbaggar. Inga underarter finns listade i Catalogue of Life.

## Bildgalleri

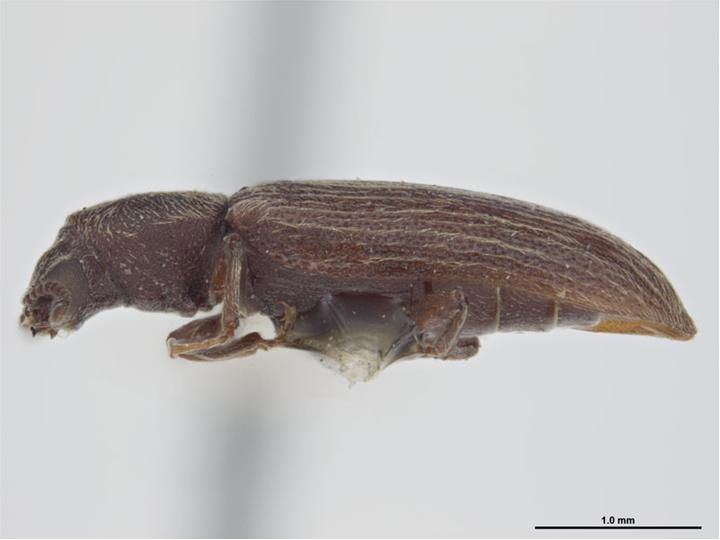